# Liste der Kulturdenkmäler in Steinbach (Taunus)
Die folgende Liste enthält die in der Denkmaltopographie ausgewiesenen Kulturdenkmäler auf dem Gebiet  der  Stadt Steinbach, Hochtaunuskreis, Hessen.
Hinweis: Die Reihenfolge der Denkmäler in dieser Liste orientiert sich zunächst an Stadtteilen und anschließend der Anschrift, alternativ ist sie auch nach der Bezeichnung, der vom Landesamt für Denkmalpflege vergebenen Nummer oder der Bauzeit sortierbar.
Kulturdenkmäler werden fortlaufend im Denkmalverzeichnis des Landes Hessen durch das Landesamt für Denkmalpflege Hessen auf Basis des Hessischen Denkmalschutzgesetzes (HDSchG) geführt. Die Schutzwürdigkeit eines Kulturdenkmals hängt nicht von der Eintragung in das Denkmalverzeichnis des Landes Hessen oder der Veröffentlichung in der Denkmaltopographie ab.

Das Vorhandensein oder Fehlen eines Objekts in dieser Liste ist keine rechtsverbindliche Auskunft darüber, ob es Kulturdenkmal ist oder nicht: Diese Liste entspricht möglicherweise nicht dem aktuellen Stand der offiziellen Denkmaltopographie. Diese ist für Hessen in den entsprechenden Bänden der Denkmaltopographie Bundesrepublik Deutschland und im Internet unter DenkXweb – Kulturdenkmäler in Hessen einsehbar. Auch diese Quellen sind, obwohl sie durch das Landesamt für Denkmalpflege Hessen aktualisiert werden, nicht immer aktuell, da es im Denkmalbestand immer wieder Änderungen gibt.
Eine verbindliche Auskunft erteilt allein das Landesamt für Denkmalpflege Hessen.
Nutze diese Kartenansicht, um Koordinaten in der Liste zu setzen. In dieser Kartenansicht sind Kulturdenkmale ohne Koordinaten mit einem roten bzw. orangen Marker dargestellt und können in der Karte gesetzt werden. Kulturdenkmale ohne Bild sind mit einem blauen bzw. roten Marker gekennzeichnet, Kulturdenkmale mit Bild mit einem grünen bzw. orangen Marker.
| Bild            | Bezeichnung                                | Lage                                                       | Beschreibung | Bauzeit         | Objekt-Nr. |
| --------------- | ------------------------------------------ | ---------------------------------------------------------- | --- | --------------- | ---------- |
| Bild gesucht BW | Gesamtanlage Alt Steinbach                 | Steinbach Lage                                             | Bornhohl 2,4,6,8; Kirchgasse 1,3,4,5,6,7,8,9,10,11,12 |                 | 100399 DDB |
| Bahnstraße 4    | Bahnstraße 2, Bahnstraße 4                 | Steinbach, Bahnstraße 2, 4 LageFlur: 1, Flurstück: 167,168 | Zweigeschossiges verputztes Fachwerkhaus in Ecklage zum Pijnacker Platz | um 1780         | 738005 DDB |
| weitere Bilder  | Gasthaus "Zum goldenen Stern"              | Steinbach, Bornhohl 1 LageFlur: 1, Flurstück: 230          | Das zweistöckige Fachwerkgebäude am Pijnacker Platz ist der Nachfolgebau eines Gasthofes, der seit 1551 urkundlich erwähnt ist. Er war früher als "Billisches Haus" bekannt. | um 1700         | 100401 DDB |
| Bornhohl 7      | Bornhohl 7                                 | Steinbach, Bornhohl 7 LageFlur: 1, Flurstück: 232/2        | | um 1700         | 100402 DDB |
| Zum Schwanen    | Gasthaus "Zum Schwanen"                    | Steinbach, Eschborner Straße 2 LageFlur: 1, Flurstück: 62  | | 18. Jahrhundert | 100404 DDB |
| weitere Bilder  | Evangelische Kirche St. Georg mit Kirchhof | Steinbach, Kirchgasse 5 LageFlur: 1, Flurstück: 295/1      | | 1701–1712       | 100405 DDB |
| Bild gesucht BW | Kirchgasse 10                              | Steinbach, Kirchgasse 10 LageFlur: 1, Flurstück: 39/2      | |                 | 100406 DDB |
| Bild gesucht BW | Schwanengasse 2                            | Steinbach, Schwanengasse 2 LageFlur: 1, Flurstück: 50      | |                 | 100407 DDB |
| Bild gesucht BW | Schwanengasse 5                            | Steinbach, Schwanengasse 5 LageFlur: 1, Flurstück: 58/1    | |                 | 136449 DDB |
| Bild gesucht BW | Untergasse 1                               | Steinbach, Untergasse 1 LageFlur: 1, Flurstück: 49/1       | | 1765            | 100408 DDB |